# Paul-Heinz Wellmann
Paul-Heinz Wellmann (* 31. März 1952 in Haiger) ist ein ehemaliger deutscher Leichtathlet und Olympia-Bronzemedaillengewinner über 1500 Meter.
Das erste internationale Großereignis, an dem Wellmann teilnahm, waren die Europameisterschaften 1971 in Helsinki. Wellmann erreichte den Finallauf und belegte darin Rang sieben.
Auch bei den Olympischen Spielen 1972 in München erreichte Wellmann den Finallauf. Wiederum belegte er über 1500 Meter Rang sieben. An diesen Spielen nahm auch seine spätere Ehefrau Ellen Wellmann (geb. Tittel) teil, die ebenfalls über 1500 Meter den siebten Platz im Endlauf erreichte.

Paul-Heinz Wellmann (links) bei den Leichtathletik-Europameisterschaften 1974 in Rom

Nach den Europameisterschaften 1971 und den Spielen in München belegte Wellmann auch bei den Europameisterschaften 1974 in Rom wieder den siebten Platz über 1500 Meter.
Der größte Erfolg gelang ihm dann bei den Olympischen Spielen 1976 in Montreal. Der gebürtige Hesse errang die Bronzemedaille über die 1500 Meter. Den Finallauf bewältigte er in 3:39,3 min. Dafür wurde er mit dem Silbernen Lorbeerblatt ausgezeichnet.
Paul Heinz Wellmann startete bis 1974 für den TV Haiger, wo er anschließend Ehrenmitglied wurde. Danach ging er für den TuS 04 Leverkusen an den Start. Sein Trainer war Gerd Osenberg.
Er ist 1,79 m groß und war in seiner aktiven Zeit 69 kg schwer.
Das Leben nach dem aktiven Sport widmete Wellmann weiterhin der Leichtathletik. Er war unter anderem Trainer von Sonja Oberem. Außerdem ist er im Funktionärswesen tätig. Er ist Sprecher der leistungssporttreibenden Vereine des Deutschen Leichtathletik-Verbandes und war bis 2017 Geschäftsführer der Leichtathletik-Abteilung des TSV Bayer 04.